# (158) Coronis
Pour les articles homonymes, voir Coronis.
(158) Coronis (désignation internationale (158) Koronis) est un astéroïde de la ceinture principale découvert par Viktor Knorre le 4 janvier 1876, à l'observatoire de Berlin. Son nom se réfère à Coronis fille de Phlégias dans la mythologie grecque.
Il est composé de roches silicatées et d'un mélange fer-nickel. Son albédo est élevé.
Il fait partie de la famille des astéroïdes coronisiens, à laquelle il a donné son nom. L'un des membres de cette famille, (243) Ida, est devenu célèbre pour avoir été photographié par la sonde Galileo. D'après des modèles basés sur la courbe de luminosité, Koronis a une forme similaire à celle d'Ida, bien qu'étant un peu plus grand.

## Compléments